# Julie Béna
Julie Béna, née en 1982, est une artiste vidéaste performeuse française.

## Biographie
En 2007, Julie Béna est diplômée de la Villa Arson à Nice. Elle complète sa formation à l'Académie Gerrit Rietveld à Amsterdam. Elle est artiste et commissaire d'exposition. Elle participe au salon d'art contemporain de Montrouge en 2011. En 2012-2013, elle fait partie de la résidence du Palais de Tokyo, Le Pavillon. En 2018, elle est nommée au Prix Aware women art prize. 
L’œuvre de Julie Béna mélange les genres et les médias, et son style est inclassable. Elle détourne des images et des objets quotidiens qui deviennent des sujets de fictions, étranges et poétiques. Elle utilise l’installation, la photographie, la vidéo ou la performance. Elle s’inspire des personnages de la littérature, du cinéma, du théâtre, de la mythologie et de la culture populaire. 
Béna construit des mondes personnels en mettant en scène des conversations mystérieuses entre des personnages et des objets tout à fait banaux.  
En 2017, Julie Béna achève un cycle de performances et de vidéo de six ans autour de Pantapon Rose, personnage mystérieux évoqué dans les derniers chapitres du Festin nu, de William S. Burroughs. Dans le roman, un toxicomane divague à la recherche de Pantopon Rose. Dans son installation, Julie Béna  incarne Pantopon Rose, en faisant appel aux arts de la scène, notamment le théâtre. Une première vidéo annonce l'arrivée de Pantapon Rose qui n'arrive jamais. Un deuxième dispositif présente trois films, dans lesquels Pantapon Rose reste insaisissable. Dans une troisième installation, Julie Béna joue Pantopon Rose sur scène. Elle livre des récits autobiographiques tout en émettant des doutes sur leur véracité.
En 2018, Julie Béna présente Who wants to be my horse? une installation aux Ateliers de Rennes. Le film explore les sexualités féminines et leurs représentations ainsi que leurs récits. Madison Young, féministe « pro-sex », qui se livre à un monologue face à la caméra.  
En 2019, à l'occasion de son exposition au Jeu de Paume, invitée par Laura Herman dans le cadre de Satellite 12, Béna créé le Jester, un nouvel alter ego, après Pantopon Rose. Le projet prend la forme d'un film d'animation dont la direction artistique est menée par Sybil Montet, intitulé  «Anna & the Jester dans La Fenêtre d’Opportunité» . 

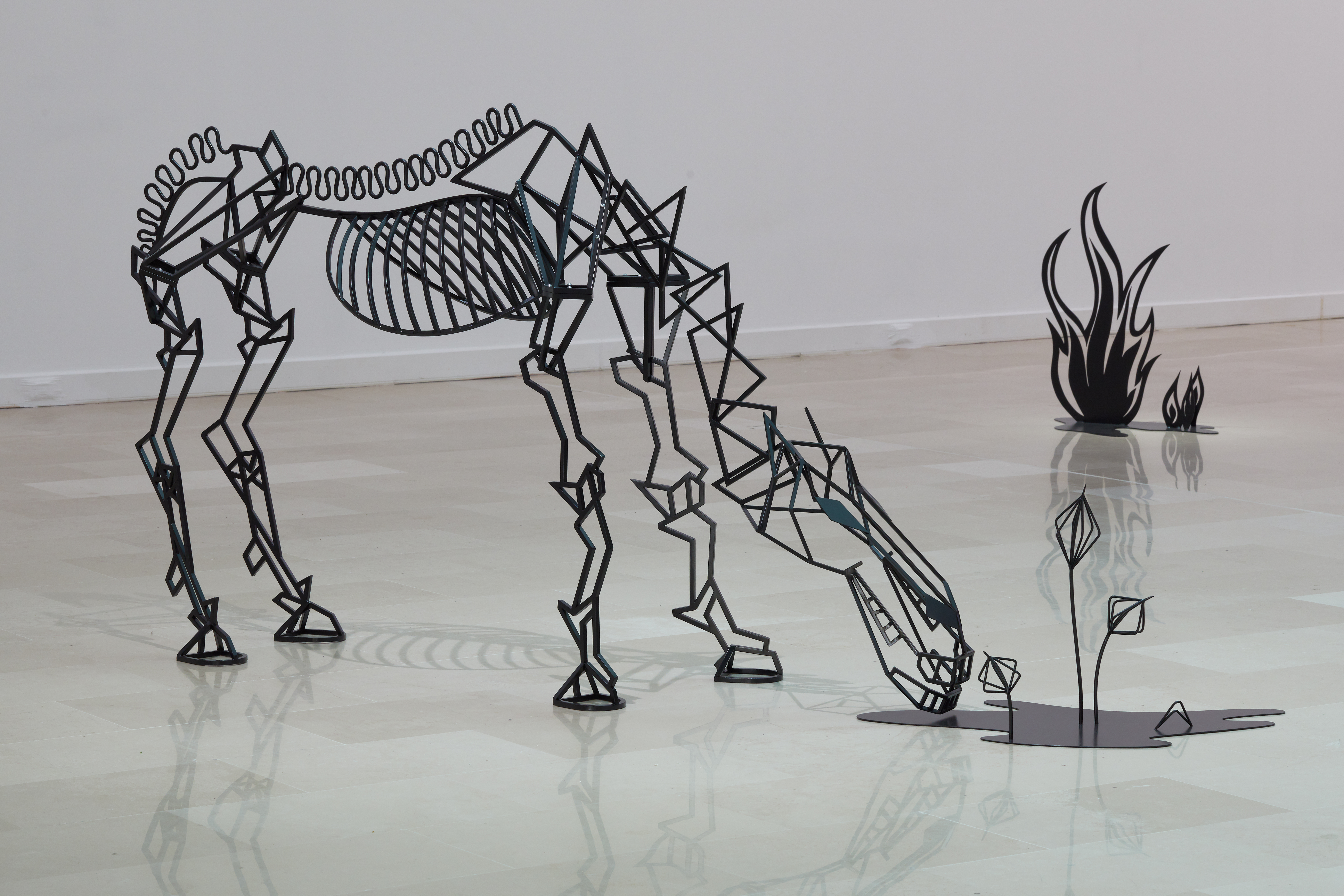
Miles, exposition personnelle à la Villa Arson

En 2021, elle revient à la Villa Arson à l’invitation de Marie de Brugerolle avec Miles, une exposition monographique,.  

## Expositions personnelles
- 2012  Das Reisebüro, Display art projects, Paris
- 2012  Ain't you seen Rose Pantoponne, Fonderie Darling, Montréal
- 2013  The Song of the hands curated by Linda Mai Green,100% Transparent, New-York
- 2014  T&T consortium, you're already elsewhere, curated by Flora Katz, French Institute, New York
- 2015  Nail Tang, Galerie Joseph Tang, Paris
- 2015  DESTINY, Galerie Edouard Manet, Gennevilliers
- 2016  L’Eternelle Insatisfaite, Syntax, LisbonneAnna and The Jester in Window of Opportunity

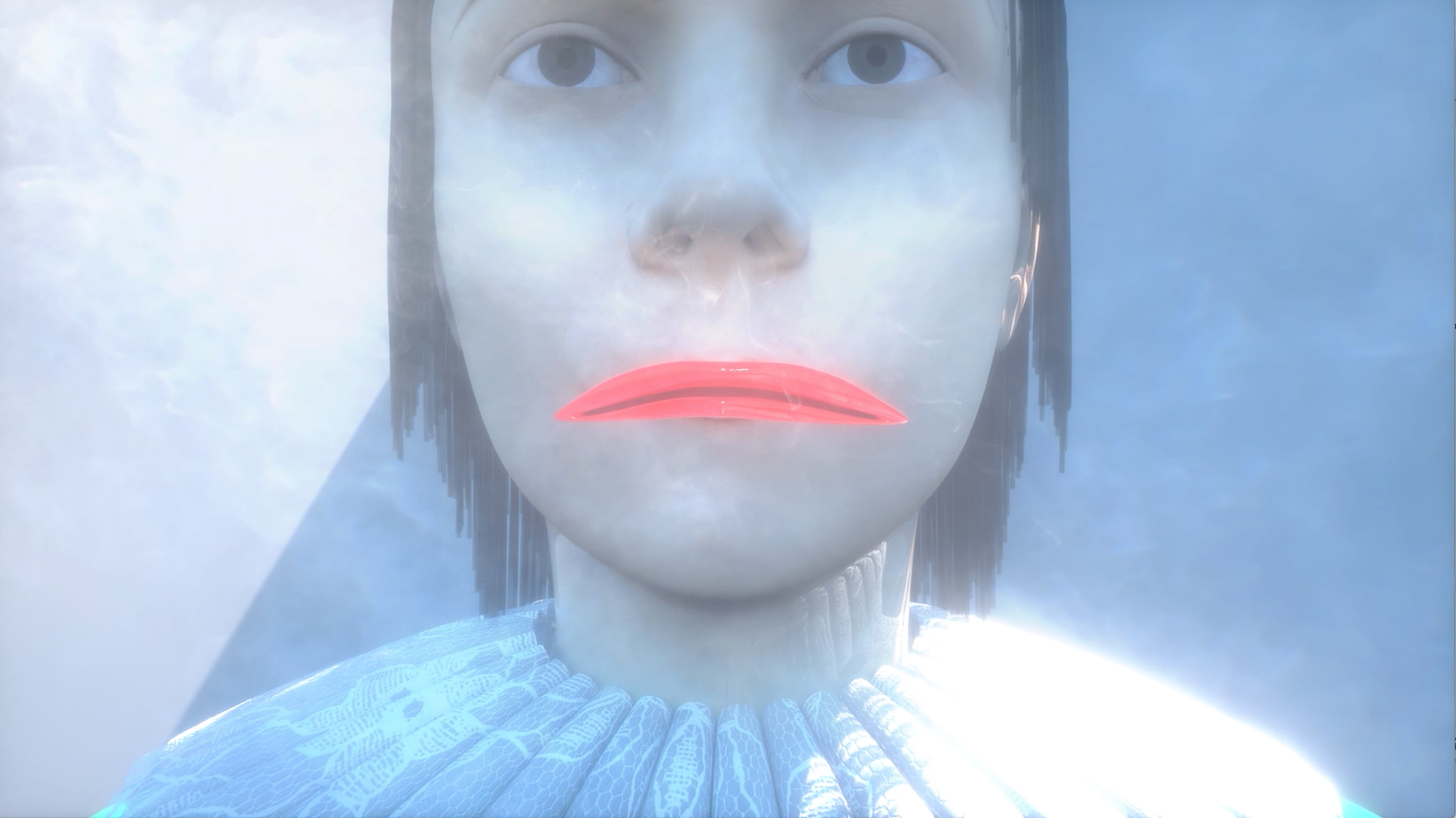
Anna and The Jester in Window of Opportunity

- 2017  Have you seen Pantopon Rose?, Passerelle d'art, Brest[16]
- 2018  Who wants to be my horse, 2018. Les Ateliers de Rennes, Rennes
- 2018  The Wheels of Fortune,1646, The Hague
- 2018  Frieze, solo Presentation, Galerie Joseph Tang
- 2019  Anna and the Jester in Window of Opportunity, curated by Laura Herman, Jeu de Paume, Paris
- 2019  Anna and the Jester, CAPC Bordeaux
- 2019  Anna and the Jester, Museo Amparo, Pueblo, Mexico
- 2019  Liste, Solo presentation, Galerie Joseph Tang
- 2020  The Jester and Death, Kunstraum, London
- 2020  Les Lèvres Rouges, Kunstverein Bielefeld, Bielefeld
- 2020 The Wolf, the Princess and the little soldier, Galerie Polansky, Prague
- 2021 Miles, curated by Marie de Brugerolle, Villa Arson, Nice

## Prix et distinctions
- 2018 : prix Aware[réf. nécessaire]